# Persone di nome Costantino
| Questa pagina contiene informazioni ricavate automaticamente dalle voci biografiche con l'ausilio del template Bio e di un bot. L'aggiornamento è periodico e automatico e ricostruisce completamente la pagina. Se manca una persona in questa lista, sei pregato di non aggiungerla, ma accertati piuttosto che la sua voce biografica contenga il template Bio e che i dati anagrafici siano correttamente compilati. Se il template Bio manca, inseriscilo tu stesso o, in alternativa, metti l'avviso {{tmp\|Bio}} che ne segnala la mancanza. Se i dati riportati sono sbagliati, correggi direttamente la voce biografica; le modifiche saranno visibili in questa lista entro pochi giorni. Per chiarimenti vedi il progetto antroponimi. La lista contiene solo le 182 persone che sono citate nell'enciclopedia e per le quali è stato implementato correttamente il template Bio. Pagina aggiornata al 6 ago 2025. |

Questa è una lista di persone presenti nell'enciclopedia che hanno il nome Costantino, suddivise per attività principale.

## Allenatori di calcio(2)
- Costantino Fava, allenatore di calcio e ex calciatore italiano (Villorba, n. 1946)
- Costantino Galbiati, allenatore di calcio e calciatore italiano (Sesto San Giovanni, n. 1921)

## Allenatori di pallacanestro(1)
- Costantino Michelini, allenatore di pallacanestro e dirigente sportivo italiano (Castrocaro Terme e Terra del Sole, n. 1925)

## Architetti(2)
- Costantino Dardi, architetto italiano (Cervignano del Friuli, n. 1936 - Tivoli, † 1991)
- Costantino Galli, architetto italiano

## Arcivescovi(2)
- Costantino II di Costantinopoli, arcivescovo bizantino († 767)
- Costantino I di Costantinopoli, arcivescovo bizantino († 677)

## Arcivescovi cattolici(1)
- Costantino Stella, arcivescovo cattolico italiano (Pieve di Soligo, n. 1900 - † 1973)

## Arcivescovi ortodossi(3)
- Costantino IV di Costantinopoli, arcivescovo ortodosso bizantino († 1157)
- Costantino III di Costantinopoli, arcivescovo ortodosso bizantino (Costantinopoli - Costantinopoli, † 1063)
- Costantino VI di Costantinopoli, arcivescovo ortodosso greco (Bursa, n. 1859 - Atene, † 1930)

## Artisti(1)
- Costantino Nivola, artista e scultore italiano (Orani, n. 1911 - East Hampton, † 1988)

## Attori(1)
- Costantino Carrozza, attore e regista teatrale italiano (Messina, n. 1937 - Catania, † 2016)

## Bibliotecari(1)
- Costantino Maes, bibliotecario e pubblicista italiano (Roma, n. 1839 - Roma, † 1910)

## Calciatori(6)
- Costantino Castoldi, calciatore italiano
- Costantino De Andreis, calciatore italiano (Roma, n. 1925 - † 2004)
- Costantino Favasuli, calciatore italiano (Reggio Calabria, n. 2004)
- Costantino Idini, ex calciatore italiano (Porto Torres, n. 1955)
- Costantino Nicola, calciatore italiano
- Costantino Sala, calciatore italiano (Monza, n. 1913 - Monza, † 1999)

## Cardinali(1)
- Costantino Patrizi Naro, cardinale e arcivescovo cattolico italiano (Siena, n. 1798 - Roma, † 1876)

## Cestisti(1)
- Costantino Cutolo, ex cestista italiano (Padova, n. 1989)

## Ciclisti su strada(2)
- Costantino Conti, ex ciclista su strada italiano (Nibionno, n. 1945)
- Costantino Costa, ciclista su strada italiano (Torino, n. 1889 - Milano)

## Compositori(3)
- Costantino Dall'Argine, compositore e direttore d'orchestra italiano (Parma, n. 1842 - Milano, † 1877)
- Costantino Ferri, compositore e direttore d'orchestra italiano (Caprarola, n. 1894 - Roma, † 1960)
- Costantino Parravano, compositore italiano (Caserta, n. 1841 - Caserta, † 1905)

## Condottieri(1)
- Costantino Arianiti, condottiero albanese (Durazzo - Montefiore Conca, † 1530)

## Conduttori televisivi(1)
- Costantino della Gherardesca, conduttore televisivo, opinionista e conduttore radiofonico italiano (Roma, n. 1977)

## Dirigenti d'azienda(1)
- Costantino Dell'Osso, dirigente d'azienda e politico italiano (Lucera, n. 1942)

## Dirigenti sportivi(1)
- Costantino Rozzi, dirigente sportivo e imprenditore italiano (Ascoli Piceno, n. 1929 - Ascoli Piceno, † 1994)

## Dogi(1)
- Costantino Balbi, doge (Genova, n. 1676 - Genova, † 1741)

## Economisti(1)
- Costantino Bresciani Turroni, economista e politico italiano (Verona, n. 1882 - Milano, † 1963)

## Entomologi(1)
- Costantino Ribaga, entomologo e agronomo italiano (Tiarno di Sopra, n. 1870 - Tiarno di Sopra, † 1945)

## Filologi(1)
- Costantino Lascaris, filologo e umanista bizantino (Costantinopoli, n. 1434 - Messina, † 1501)

## Filosofi(1)
- Costantino Grimaldi, filosofo, giurista e politico italiano (Cava de' Tirreni, n. 1667 - Napoli, † 1750)

## Funzionari(5)
- Costantino Chabaron, funzionario bizantino
- Costantino Colomanno, funzionario e generale bizantino († 1173)
- Costantino Lips, funzionario e ammiraglio bizantino (Fiume Aheloy, † 917)
- Costantino Maniace, funzionario bizantino
- Costantino Mesopotamita, funzionario e vescovo bizantino

## Generali(12)
- Costantino Angelo Ducas, generale bizantino
- Costantino Aspiete, generale bizantino
- Carlo d'Aspre, generale austriaco (Gand, n. 1767 - Mikulov, † 1809)
- Costantino Berlenghi, generale italiano (Fivizzano, n. 1933 - Camaiore, † 2024)
- Costantino Cavarzerani, generale italiano (Caneva, n. 1869 - Stevenà, † 1945)
- Costantino Dalasseno, generale e funzionario bizantino († 1042)
- Costantino Diogene, generale bizantino (Costantinopoli, † 1032)
- Costantino Euforbeno Catacalo, generale bizantino
- Costantino Foca, generale e nobile bizantino
- Costantino Opo, generale bizantino
- Costantino Salvi, generale italiano (Ravenna, n. 1886 - Flossenbürg, † 1945)
- Costantino Tornicio, generale bizantino

## Giornalisti(2)
- Costantino Belluscio, giornalista e politico italiano (Cervia, n. 1930 - Roma, † 2010)
- Costantino Della Casa, giornalista e fotografo italiano (Parma, n. 1920 - Milano, † 1970)

## Giuristi(2)
- Costantino Armenopulo, giurista bizantino (Costantinopoli, n. 1320 - Costantinopoli)
- Costantino Mortati, giurista e costituzionalista italiano (Corigliano Calabro, n. 1891 - Roma, † 1985)

## Golfisti(1)
- Costantino Rocca, golfista italiano (Bergamo, n. 1956)

## Imperatori(13)
- Costantino II, imperatore romano (Arelate, n. 317 - Cervenianum, † 340)
- Costantino III, imperatore bizantino (n. 612 - Calcedonia, † 641)
- Costantino IV, imperatore bizantino (Costantinopoli, † 685)
- Costantino V, imperatore bizantino (n. 718 - † 775)
- Costantino VI, imperatore bizantino (Costantinopoli, n. 771 - Costantinopoli, † 797)
- Costantino VII Porfirogenito, imperatore e scrittore bizantino (Costantinopoli, n. 905 - Costantinopoli, † 959)
- Costantino VIII, imperatore bizantino (Costantinopoli, n. 960 - Costantinopoli, † 1028)
- Costantino IX Monomaco, imperatore bizantino (Antiochia - Costantinopoli, † 1055)
- Costantino X Ducas, imperatore bizantino (n. 1006 - Costantinopoli, † 1067)
- Costantino XI Lascaris, imperatore bizantino (Costantinopoli - Nicea, † 1205)
- Costantino XI Paleologo, imperatore bizantino (Costantinopoli, n. 1405 - Costantinopoli, † 1453)
- Costantino Ducas, imperatore e generale bizantino (n. 1060 - Durazzo, † 1081)
- Costantino Lecapeno, imperatore bizantino (Costantinopoli - Samotracia, † 946)

## Ingegneri(3)
- Costantino Bianchi, ingegnere e politico italiano (Brescia, n. 1908 - † 1965)
- Costantino Costantini, ingegnere e architetto italiano (Oneglia, n. 1904 - Milano, † 1982)
- Costantino Perazzi, ingegnere e politico italiano (Novara, n. 1832 - Roma, † 1896)

## Mafiosi(1)
- Paul Castellano, mafioso statunitense (New York, n. 1915 - New York, † 1985)

## Matematici(1)
- Costantino Pittei, matematico e astronomo italiano (Prato, n. 1839 - Firenze, † 1912)

## Medici(3)
- Costantino l'Africano, medico, letterato e monaco cristiano italiano (Cartagine - Montecassino, † 1087)
- Costantino Cumano, medico, politico e numismatico italiano (Trieste, n. 1811 - Cormons, † 1873)
- Costantino Gatta, medico, antiquario e storico italiano (Sala Consilina, n. 1673 - Sala Consilina, † 1741)

## Militari(8)
- Costantino Borsini, militare italiano (Milano, n. 1906 - Mar Rosso, † 1940)
- Costantino Crosa, militare italiano (Biella, n. 1889 - Molino Vecchio, † 1918)
- Costanzo Ebat, militare e partigiano italiano (Livorno, n. 1911 - Roma, † 1944)
- Costantino Gabras, militare e nobile bizantino
- Costantino Palmieri, militare italiano (Leonessa, n. 1894 - Monte San Marco, † 1916)
- Costantino Petrosellini, militare e aviatore italiano (Roma, n. 1921 - Roma, † 2015)
- Costantino Ruspoli, militare italiano (Roma, n. 1891 - El Alamein, † 1942)
- Costantino di Hohenlohe-Schillingsfürst, militare austriaco (Wildeck, n. 1828 - Vienna, † 1896)

## Nobili(21)
- Costantino Angelo, nobile e militare bizantino
- Costantino di Vladimir, nobile (Rostov, n. 1186 - Vladimir, † 1218)
- Costantino d'Assia-Rheinfels-Rotenburg, nobile (Rotenburg, n. 1716 - Schloss Wildeck, † 1778)
- Costantino I d'Armenia, nobile armeno († 1102)
- Costantino II d'Armenia, nobile armeno († 1129)
- Costantino di Barbaron, nobile armeno († 1262)
- Costantino III di Gallura, nobile
- Costantino I di Gallura, nobile
- Costantino II di Gallura, nobile italiano
- Costantino II Salusio III, nobile (Santa Igia - Santa Igia)
- Costantino di Löwenstein-Wertheim-Rosenberg, nobile tedesco (Kleinheubach, n. 1802 - Kleinheubach, † 1838)
- Costantino di Czartorysk, nobile lituano (n. 1330 - Ungheria)
- Costantino di Baviera, nobile tedesco (Monaco di Baviera, n. 1920 - Hechingen, † 1969)
- Costantino Dragaš, nobile bizantino (n. 1317 - Valacchia, † 1395)
- Costantino Ducas di Tessaglia, nobile bizantino († 1303)
- Costantino Paleologo, nobile greco (Roma - Roma, † 1543)
- Costantino Paleologo, nobile e generale bizantino († 1271)
- Costantino di Salm-Salm, nobile (Hoogstraten, n. 1762 - Karlsruhe, † 1828)
- Costantino Ladislao Sobieski, nobile polacco (Varsavia, n. 1680 - Žovkva, † 1723)
- Costantino di Braganza, nobile (n. 1528 - † 1575)
- Costantino II di Torres, nobile († 1198)

## Numismatici(1)
- Costantino Luppi, numismatico italiano (Milano, n. 1828 - Napoli, † 1898)

## Nuotatori(1)
- Costantino Dennerlein, nuotatore e pallanuotista italiano (Portici, n. 1932 - Roma, † 2022)

## Papi(1)
- Papa Costantino, papa e vescovo siriaco (Siria, n. 664 - Roma, † 715)

## Patrioti(1)
- Costantino Munari, patriota italiano (Calto, n. 1772 - Calto, † 1837)

## Personaggi televisivi(1)
- Costantino Vitagliano, personaggio televisivo e attore italiano (Milano, n. 1974)

## Pianisti(3)
- Costantino Catena, pianista italiano (Polla, n. 1969)
- Costantino De Crescenzo, pianista e compositore italiano (Napoli, n. 1847 - Napoli, † 1911)
- Costantino Palumbo, pianista e compositore italiano (Torre Annunziata, n. 1843 - Napoli, † 1928)

## Pittori(5)
- Costantino Cedini, pittore italiano (Padova, n. 1741 - Venezia, † 1811)
- Costantino Pasqualotto, pittore italiano (Vicenza, n. 1681 - † 1755)
- Costantino Rosa, pittore italiano (Bergamo, n. 1803 - Bergamo, † 1878)
- Costantino Sereno, pittore italiano (Casale Monferrato, n. 1829 - Torino, † 1893)
- Costantino da Vaprio, pittore italiano

## Poeti(1)
- Costantino Cefala, poeta e letterato bizantino

## Politici(11)
- Costantino Boffa, politico italiano (Pesco Sannita, n. 1957)
- Costantino, politico bizantino (Cesarea in Cappadocia)
- Costantino di Gaeta, politico bizantino
- Costantino Crisci, politico italiano (Benevento, n. 1813 - Moiano, † 1900)
- Costantino Fittante, politico italiano (Chiaravalle Centrale, n. 1933 - Lamezia Terme, † 2021)
- Costantino Garraffa, politico italiano (Palermo, n. 1955)
- Costantino Lazzari, politico italiano (Cremona, n. 1857 - Roma, † 1927)
- Costantino Oggianu, politico italiano (Macomer, n. 1892 - Macomer, † 1964)
- Costantino Preziosi, politico e avvocato italiano (Avellino, n. 1905 - Roma, † 1977)
- Costantino Reta, politico italiano (Genova, n. 1814 - Ginevra, † 1858)
- Costantino Simoncini, politico italiano (Clusone, n. 1918 - Bergamo, † 1990)

## Presbiteri(1)
- Costantino Stella, presbitero italiano (Resuttano, n. 1873 - Resuttano, † 1919)

## Principi(6)
- Costantino, principe bizantino (n. 831 - † 835)
- Costantino Diogene, principe bizantino (Antiochia, † 1073)
- Costantino del Liechtenstein, principe e dirigente d'azienda liechtensteinese (San Gallo, n. 1972 - Altlengbach, † 2023)
- Costantino dei Paesi Bassi, principe olandese (Utrecht, n. 1969)
- Costantino Paleologo, principe e generale bizantino (Costantinopoli, n. 1261 - Costantinopoli, † 1306)
- Costantino Paleologo, principe e funzionario bizantino

## Religiosi(1)
- Costantino Gaetani, religioso italiano (Siracusa, n. 1568 - Roma, † 1650)

## Rugbisti a 15(1)
- Costantino Ricciardi, rugbista a 15 italiano (Padova, n. 1990)

## Santi(1)
- Cirillo e Metodio, santo (Tessalonica - Roma, † 869)

## Scrittori(5)
- Costantino Acropolita, scrittore bizantino
- Costantino di Preslav, scrittore, traduttore e religioso bulgaro (Preslav)
- Costantino Paleocappa, scrittore francese (La Canea)
- Costantino Manasse, scrittore e storico bizantino
- Costantino Meliteniota, scrittore bizantino († 1307)

## Scultori(2)
- Costantino Barbella, scultore italiano (Chieti, n. 1852 - Roma, † 1925)
- Costantino Corti, scultore italiano (Bellusco, n. 1823 - Milano, † 1873)

## Sovrani(17)
- Costantino I di Georgia, sovrano († 1412)
- Costantino Bodin, re bulgaro
- Costantino II di Cachezia, re (Isfahan - Bezhanbagh, † 1732)
- Costantino I di Cachezia, re (Tbilisi, n. 1567 - Tbilisi, † 1605)
- Costantino Corneu, sovrano († 443)
- Costantino III di Britannia, sovrano († 576)
- Costantino III d'Armenia, sovrano (n. 1278)
- Costantino I di Bulgaria, sovrano bulgaro († 1277)
- Costantino II di Georgia, sovrano georgiano († 1505)
- Costantino I di Grecia, sovrano (Atene, n. 1868 - Palermo, † 1923)
- Costantino II di Scozia, sovrano (Saint Andrews, † 952)
- Costantino II di Grecia, re greco (Psichiko, n. 1940 - Atene, † 2023)
- Costantino Ducas, sovrano bizantino (n. 1074 - † 1096)
- Costantino I de Lacon-Serra, re († 1131)
- Costantino V d'Armenia, sovrano (n. 1313 - † 1363)
- Costantino VI d'Armenia, sovrano armeno († 1373)
- Costantino II di Bulgaria, sovrano bulgaro (Vidin, n. 1369 - Belgrado, † 1422)

## Storici(2)
- Costantino Corvisieri, storico, archivista e numismatico italiano (Roma, n. 1822 - Roma, † 1898)
- Costantino di Kostenets, storico e scrittore bulgaro

## Storici dell'arte(2)
- Costantino Baroni, storico dell'arte, critico d'arte e archivista italiano (Milano, n. 1905 - Milano, † 1956)
- Costantino D'Orazio, storico dell'arte e saggista italiano (Roma, n. 1974)

## Vescovi(1)
- Costantino di Gap, vescovo francese (Gap)

## Vescovi cattolici(6)
- Costantino Bonelli, vescovo cattolico sammarinese (Città di San Marino, n. 1525 - Città di Castello, † 1572)
- Costantino, vescovo cattolico italiano (Arezzo)
- Costantino Cristiano Luna Pianegonda, vescovo cattolico italiano (Recoaro Terme, n. 1910 - Zacapa, † 1997)
- Costantino Testi, vescovo cattolico italiano (Ferrara, n. 1584 - Sant'Angelo Le Fratte, † 1637)
- Costantino Trapani, vescovo cattolico italiano (Alimena, n. 1912 - Catania, † 1988)
- Costantino Vigilante, vescovo cattolico italiano (Solofra, n. 1685 - Napoli, † 1754)

## Violinisti(1)
- Costantino Roberto, violinista e compositore italiano (Napoli, n. 1700 - Napoli, † 1773)

## Senza attività specificata(3)
- Costantino di Manamali (Manamali - † 682)
- Costantino II
- Costantino I di Torres († 1128)